# Cruptoricis Villa
Cruptoricis Villa fou una vila a Frísia on 400 soldats romans de l'exèrcit de Luci Aproni que es van retirar de la batalla del bosc de Baduhenna es van matar ells mateixos per no caure en mans dels frisis. És probablement l'actual Hem Ryck.